# Ялгонд
Ялгонд — река в России, протекает по территории Пудожского городского поселения Пудожского района Республики Карелии. Длина реки — 10 км.

## Общие сведения
Река берёт начало из озера Ялгонд на высоте 46 м над уровнем моря.
Река в общей сложности имеет три малых притока суммарной длиной 3,0 км.
Устье ручья находится на высоте 35,4 м над уровнем моря в 66 км по левому берегу реки Водлы, впадающей в Онежское озеро.
В нижнем течении Ялгонд протекает через посёлок Колово.
Код объекта в государственном водном реестре — 01040100412202000016958.